# Sven van Beek
Sven van Beek (Gouda, Holanda Meridional, Países Bajos, 28 de julio de 1994) es un futbolista neerlandés. Juega de defensa en el Al-Shahaniya S. C. de la Liga de fútbol de Catar.

## Estadísticas

### Clubes
| Club | Div.          | Temporada     | Liga  | Liga  | Copas nacionales(1) | Copas nacionales(1) | Torneos internacionales(2) | Torneos internacionales(2) | Total | Total | Media goleadora(3) |
| Club | Div.          | Temporada     | Part. | Goles | Part.               | Goles               | Part.                      | Goles                      | Part. | Goles | Media goleadora(3) |
| --- | ------------- | ------------- | ----- | ----- | ------------------- | ------------------- | -------------------------- | -------------------------- | ----- | ----- | ------------------ |
| Feyenoord · Países Bajos | 1.ª           | 2012-13       | 0     | 0     | 1                   | 0                   | 0                          | 0                          | 1     | 0     | 0                  |
| Feyenoord · Países Bajos | 1.ª           | 2013-14       | 10    | 0     | 4                   | 0                   | 1                          | 0                          | 15    | 0     | 0                  |
| Feyenoord · Países Bajos | 1.ª           | 2014-15       | 33    | 1     | 1                   | 0                   | 10                         | 1                          | 44    | 2     | 0.05               |
| Feyenoord · Países Bajos | 1.ª           | 2015-16       | 32    | 2     | 6                   | 0                   | —                          | —                          | 38    | 2     | 0.05               |
| Feyenoord · Países Bajos | 1.ª           | 2016-17       | 0     | 0     | 0                   | 0                   | 0                          | 0                          | 0     | 0     | 0                  |
| Feyenoord · Países Bajos | 1.ª           | 2017-18       | 20    | 0     | 4                   | 1                   | 4                          | 0                          | 28    | 1     | 0.04               |
| Feyenoord · Países Bajos | 1.ª           | 2018-19       | 22    | 0     | 3                   | 1                   | 1                          | 0                          | 26    | 1     | 0.04               |
| Feyenoord · Países Bajos | 1.ª           | 2019-20       | 1     | 0     | 0                   | 0                   | 0                          | 0                          | 1     | 0     | 0                  |
| Feyenoord · Países Bajos | 1.ª           | 2020-21       | 0     | 0     | 0                   | 0                   | 0                          | 0                          | 0     | 0     | 0                  |
| Feyenoord · Países Bajos | Total club    | Total club    | 118   | 3     | 19                  | 2                   | 16                         | 1                          | 153   | 6     | 0.04               |
| Willem II · Países Bajos | 1.ª           | 2020-21       | 14    | 0     | 0                   | 0                   | 0                          | 0                          | 14    | 0     | 0                  |
| Willem II · Países Bajos | Total club    | Total club    | 14    | 0     | 0                   | 0                   | 0                          | 0                          | 14    | 0     | 0                  |
| S. C. Heerenveen · Países Bajos | 1.ª           | 2021-22       | 31    | 1     | 3                   | 0                   | —                          | —                          | 34    | 1     | 0.03               |
| S. C. Heerenveen · Países Bajos | 1.ª           | 2022-23       | 15    | 0     | 1                   | 0                   | —                          | —                          | 16    | 0     | 0                  |
| S. C. Heerenveen · Países Bajos | 1.ª           | 2023-24       | 30    | 1     | 2                   | 0                   | —                          | —                          | 32    | 1     | 0.03               |
| S. C. Heerenveen · Países Bajos | Total club    | Total club    | 76    | 2     | 6                   | 0                   | 0                          | 0                          | 82    | 2     | 0.02               |
| Al-Shahaniya S. C. Catar | 1.ª           | 2024-25       | 20    | 2     | 5                   | 1                   | —                          | —                          | 25    | 3     | 0.12               |
| Al-Shahaniya S. C. Catar | Total club    | Total club    | 20    | 2     | 5                   | 1                   | 0                          | 0                          | 25    | 3     | 0.12               |
| Total carrera | Total carrera | Total carrera | 228   | 7     | 30                  | 3                   | 16                         | 1                          | 274   | 11    | 0.04               |
| (1) Incluye datos de Copa de los Países Bajos, Copa de las Estrellas de Catar y Copa del Emir de Catar. (2) Incluye datos de Liga de Campeones de la UEFA y Liga Europa de la UEFA. (3) No incluye goles en partidos amistosos. |               |               |       |       |                     |                     |                            |                            |       |       |                    |

## Palmarés

### Campeonatos nacionales
| Título                        | Club      | País         | Año     |
| ----------------------------- | --------- | ------------ | ------- |
| Copa de los Países Bajos      | Feyenoord | Países Bajos | 2015-16 |
| Eredivisie                    | Feyenoord | Países Bajos | 2016-17 |
| Supercopa de los Países Bajos | Feyenoord | Países Bajos | 2017    |
| Copa de los Países Bajos      | Feyenoord | Países Bajos | 2017-18 |
| Supercopa de los Países Bajos | Feyenoord | Países Bajos | 2018    |